# Paraonis multibranchiata
Paraonis multibranchiata är en ringmaskart som beskrevs av Hartman 1957. Paraonis multibranchiata ingår i släktet Paraonis och familjen Paraonidae. Inga underarter finns listade i Catalogue of Life.